# War of the Sontarans
"War of the Sontarans", frequentemente prefixado com "Capítulo 2" ou "Flux", é o segundo episódio da 13.ª temporada da série de ficção científica britânica Doctor Who. Escrito pelo showrunner e produtor executivo da série Chris Chibnall e dirigido por Jamie Magnus Stone, o episódio foi transmitido originalmente através da BBC One em 7 de novembro de 2021.
O episódio apresenta Jodie Whittaker como a Décima terceira Doutora, Mandip Gill como Yasmin Khan e John Bishop como o novo acompanhante da Doutora, Dan Lewis.

## Enredo
A Doutora, Dan e Yaz são transportados para Sebastopol durante o que à primeira vista parece ser a Guerra da Crimeia. Lá, eles encontram Mary Seacole brevemente antes de Yaz e Dan serem transportados no tempo. A Doutora não consegue entrar em sua TARDIS para rastreá-los e encontrá-los. Permanecendo em Sebastopol, a Doutora percebe que os oponentes da Grã-Bretanha na guerra são agora os Sontarans, com todos os vestígios da China e da Rússia substituídos por Sontar. Enganando um batedor para que conceda uma negociação com seu general, a Doutora descobre que segundos antes dos Lupari protegerem a Terra do Fluxo no episódio anterior, os Sontarans aproveitaram dele para reescrever a história humana para alimentar a fome de batalha de sua espécie.
Yaz se materializa no Templo de Átropos no planeta Tempo, onde ela encontra brevemente Joseph Williamson antes de fazer amizade com Vinder. Ambos são recrutados como reparadores do mainframe do templo. Swarm e Azure chegam para assumir o controle do local e usar seu poder para si próprios.
Dan é transportado de volta para Liverpool, onde encontra um mundo dominado pelos Sontarans. Salvo de uma unidade Sontaran por seus pais, ele descobre que um apagão de três minutos causado pelo escudo Lupari permitiu que a frota Sontaran desembarcasse primeiro nas docas de Liverpool, onde estabeleceram uma base de operações. Dan entra furtivamente em uma das naves e contata a Doutora, que o incumbe de encerrar a ofensiva Sontaran em 2021. Dan é descoberto pelos Sontarans mas é salvo por Karvanista. A dupla destrói a frota primária, jogando sua nave capturada no estaleiro e evacuando no último momento, redefinindo a linha do tempo. Envenenando o sistema de abastecimento dos Sontarans na Crimeia, a Doutora paralisa sua ofensiva, forçando-os a recuar, mas o general britânico Logan bombardeia suas naves como vingança pelo massacre de suas tropas. A Doutora recupera o acesso à TARDIS para coletar Dan e encontrar Yaz.
A TARDIS funciona mal e força a Doutora e Dan a entrar no templo, através do qual toda a energia temporal deve passar. A morte dos porteiros Mouri e a ruína do templo resultaram no fenômeno do Fluxo, e agora buscando controlar o tempo para si mesmo, Swarm aprisiona Yaz e Vinder como corpos substitutos para as Mouri. Sabendo que o poder liberado matará Yaz, a Doutora implora a Swarm para não ativar o templo, mas ele a ignora e assume o controle.

## Produção
"War of the Sontarans" foi escrita pelo showrunner e produtor executivo Chris Chibnall. Apresenta Jodie Whittaker como a Décima terceira Doutora, e Mandip Gill como Yasmin Khan, com John Bishop tendo se juntado ao elenco da série como Dan Lewis.
Jamie Magnus Stone, que dirigiu quatro episódios da 12.ª temporada, dirigiu o primeiro bloco de produção desta temporada, que compreendeu o primeiro, segundo e quarto episódios.

## Transmissão e recepção

### Transmissão
"War of the Sontarans" foi ao ar na BBC One em 7 de novembro de 2021. O episódio serve como a segunda parte de uma história de seis partes, intitulada "Flux". Nos Estados Unidos, o episódio foi ao ar na BBC America na mesma data, onde retornou ao seu horário normal após uma transmissão mais cedo na semana anterior para o episódio de estreia. No Brasil, o episódio foi transmitido pelo Globoplay em novembro de 2021.

### Audiência
| Críticas profissionais:           | Críticas profissionais: |
| Pontuações agregadas              | Pontuações agregadas    |
| Fonte                             | Avaliação               |
| --------------------------------- | ----------------------- |
| Rotten Tomatoes (Pontuação Média) | 100%                    |
| Rotten Tomatoes (Tomatometer)     | 7,3/10                  |
| Avaliações da crítica             |                         |
| Fonte                             | Avaliação               |
| Radio Times                       | [ 15 ]                  |
| The A.V. Club                     | B                       |
| The Independent                   | [ 17 ]                  |
| The Telegraph                     | [ 18 ]                  |

Durante a noite de estreia, o episódio foi visto por 3,96 milhões de telespectadores. O número de audiência consolidado em todas as plataformas para aqueles que assistiram ao programa sete dias após a transmissão foi de 5,10 milhões de telespectadores. Isso o tornou o 13.º programa mais visto em todas as TVs do Reino Unido durante a semana e o 4º mais visto na BBC One. O episódio recebeu uma pontuação no Índice de Apreciação do Público de 77.

### Recepção crítica
No agregador de críticas Rotten Tomatoes, 100% dos sete críticos deram ao episódio uma crítica positiva, e uma avaliação média de 7,3/10. Michael Hogan, do Daily Telegraph, escreveu que o episódio tinha "entusiasmo e energia" e elogiou como a interpretação de Dan por John Bishop combinava inteligência e vulnerabilidade emocional.